# Кожеед чёрный
Кожеед чёрный (лат. Dermestes ater) — вид жуков из семейства кожеедов. Питаются продукцией животного происхождения, повреждая её.

## Распространение
Вид-космополит. Изначальная родина — Америка или Южная Европа. Распространён в том числе и в России, а также завозится вместе с продукцией. Включён в списки чужеродных видов ряда стран Европы, где впервые был обнаружен в Великобритании.

## Описание
Средних размеров жуки — длина взрослых особей от 7 до 9 миллиметров. Чёрные или коричневые надкрылья, тело покрыто желтоватыми волосками. Самца можно отличить от самки по ряду щетинок вдоль брюшка. Личинка имеет длинные темные щетинки. Тело личинок — белое, за исключением головной капсулы, спинных пластин и урогомф, которые по мере роста темнеют до черного, коричневого или красноватого цвета. Взрослые особи достигают максимальной длины около 14 мм, а личинки от 14 до 17 мм.

## Жизненный цикл
Самка откладывает от 1 до 25 яиц. Яйца — беловатые, около 2 миллиметров в длину. Через несколько дней, в зависимости от температуры, вылупляются личинки. Развитие личинок также зависит от температуры, влажности и наличия пищи. Каждая личинка может пройти от шести до девяти возрастов; для достижения максимального размера требуется от 19 до 50 дней. Затем личинка окукливается. Развитие куколки происходит в течение нескольких дней. Время жизни взрослой особи — около 169 дней, в зависимости от температуры.

## Экономическое и научное значение
Жук повреждает множество продуктов и вещей, в том числе и на складах: сыр, сушенную рыбу, кожу, копру, шелк, шерсть, сухое молоко, , свиную щетину, сушеные грибы, какао и имбирь.
Факультативно — хищник, питающийся живыми насекомыми; является вредителем в шелководстве, так как поедает куколок тутового шелкопряда, повреждая при этом шелковые коконы. Он также питается личинками и куколками комнатной мухи (лат. Musca domestica) в местах скопления обоих насекомых, например в птичниках. Взрослая особь может поедать личинок и куколок своего вида, а личинки могут поедать как друг друга, так и яйца. Чёрный кожеед также является падальщиком и вредителем музейных коллекций (например, энтомологических). Как падальщик может использоваться в судебной энтомологии.
Является переносчиком ряда паразитов, в том числе куриных цепней, и, обитая в курятниках, может передавать паразитов птицам.